# Abolicionismo de la esclavitud

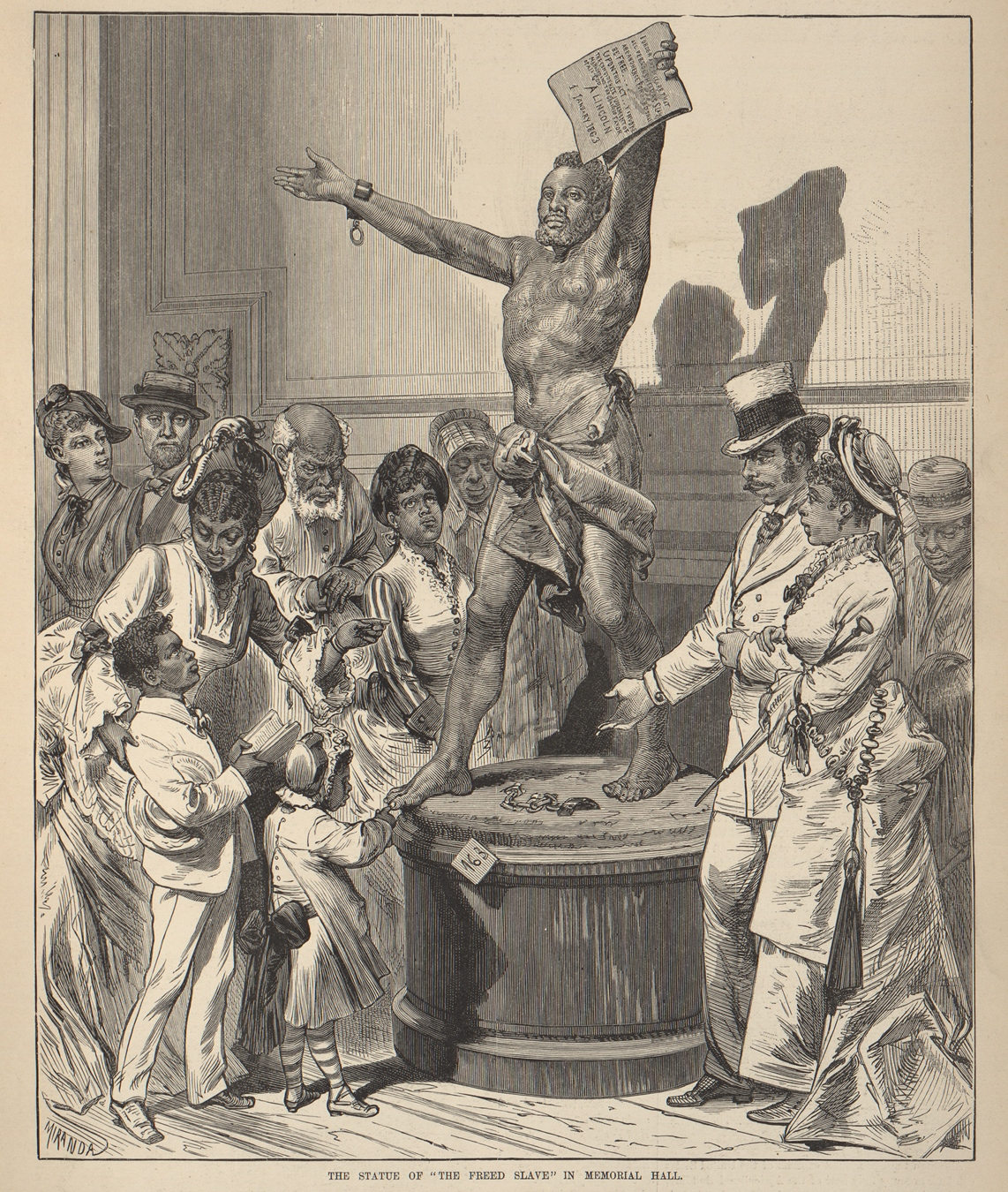
Escultura El Esclavo Libre de Francesco Pezzicar (actualmente en el Museo Revoltella de Trieste) en la Exposición Universal de Filadelfia de 1876, sujetando la Proclamación de Emancipación y rompiendo sus cadenas. Grabado de Antonio Miranda.

El abolicionismo de la esclavitud es una doctrina que defiende la anulación de leyes, preceptos o costumbres relacionados o relativos al esclavismo.
La primera persona en la historia de la humanidad en condenar la institución de la esclavitud fue Gregorio de Nisa; sus argumentos abolicionistas se adelantaron quince siglos a los de los abolicionistas modernos y han incluso sido considerados superiores a los de abolicionistas modernos como William Lloyd Garrison, Lydia Maria Child, y Harriet Beecher Stowe.
Túpac Amaru II fue el primero en decretar la abolición de la esclavitud, pero no se llevaría a cabo debido a que su rebelión fue suprimida, por lo que Haití fue el primer país en abolir por completo la esclavitud y fue la revolución de este país la que movió al revolucionario francés Maximilien Robespierre a declarar la abolición de la esclavitud en 1794.Tiene relación directa con los ideales del liberalismo (siglos XVIII-XIX). 
Existe evidencia que permite reconocer las estrategias de resistencia de las mujeres negras esclavizadas que les permitieron demandar su libertad durante el período colonial, las cuales estuvieron dirigidas a enfrentar el discurso del poder colonial mediante el recurso de las demandas judiciales, en una época en la que se suponía que no sabían, no podían o no tenían por qué hacerlo.
En el s. XXI, la esclavitud continúa estando prohibida en Occidente; en 2025, se condenó en Inglaterra a la esclavista Lydia Mugambe, una juez de las Naciones Unidas, por esclavizar a otra africana.

## Abolicionismo por país (por orden alfabético)

### Brasil

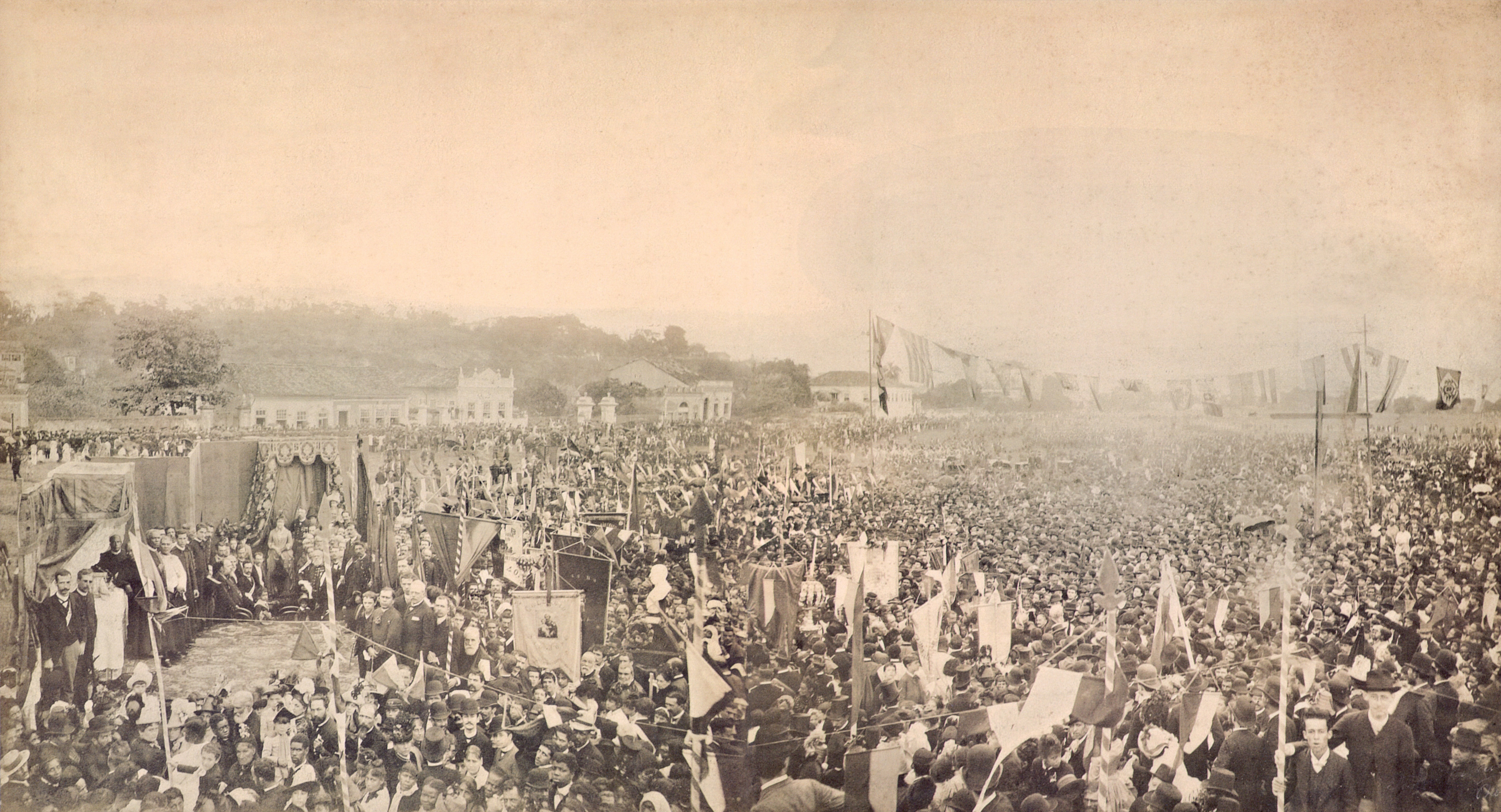
Misa en el campo en Río de Janeiro, reúne a la princesa Isabel y cerca de veinte mil personas para celebrar la Ley Áurea, en 1888. Brasil fue el último país en prohibir el comercio de esclavos en el Atlántico.

A partir de la década de 1870, la sociedad brasileña y el Ejército pasan a apoyar cada vez menos el sistema esclavista. De esta forma, podemos hablar de una quiebra del paradigma esclavista, en gran medida impulsada por la resistencia cotidiana de los esclavizados. En 1871, fue promulgada la Ley del Vientre Libre, a partir de la cual todo niño nacido de madre esclavizada sería considerado automáticamente libre. Además de esto, esta ley permitía el acúmulo de dinero por los mismos (el pecúlio era el dinero que el esclavizado podía guardar para sí, con vistas a la compraventa de la manumisión). En esta década, se intensifica el movimiento abolicionista, del cual participaban intelectuales y políticos, como José del Patrocinio y Joaquim Nabuco.
En 1885, es promulgada la Ley de los Sexagenários, a partir de la cual todo esclavizado con más de 65 años sería considerado libre. El día 13 de mayo de 1888, la esclavitud fue abolida oficialmente por la Ley Áurea, siendo Brasil el último país en abolir la esclavitud. Estas leyes deben ser vistas como resultado de una presión combinada de la resistencia de los esclavizados y de la creciente aceptación del movimiento abolicionista en la sociedad.

### Chile
Durante la Colonia, en Chile se abolió la esclavitud mapuche por real decreto, de 1683. Se planteó la abolición de la esclavitud, en la fallida conspiración de los tres Antonios. El primer Congreso Nacional (elegido en 1811 e instalado el 4 de julio de ese año), a iniciativa del diputado Manuel de Salas junto a Jorge Luis Sánchez, dictó la Ley de 15 de octubre de 1811 que estableció la «libertad de vientres», que consistió en declarar libres a los hijos de esclavas que nacieran a partir de entonces. Asimismo, se declararon sus vientres «igualmente libres» de forma de evitar acciones fraudulentas, como la venta de las madres en el extranjero. Además, la Ley agregó que todos los esclavos que permanecieran más de seis meses en el territorio o que estuviesen de paso, quedaban libres. Chile fue el primer territorio en Hispanoamérica en legislar sobre esta materia.
En 1818, y a consecuencia de la participación de batallones de esclavos negros entre las victoriosas fuerzas patriotas pertenecientes al Ejército Libertador de los generales José de San Martín y Bernardo O'Higgins, les otorgaron la libertad total a esos soldados.
En 1823, José Miguel Infante presentó en el Congreso un proyecto para abolir totalmente la esclavitud. En ese momento, Chile contaba con un poco más de un centenar de esclavos. La nueva ley, aprobada el 24 de julio de ese año, señalaba que eran libres todos aquellos nacidos desde 1811 en adelante, y sus descendientes; y todos aquellos que pisaran el territorio de la República.

Por cuanto he recibido del Senado Conservador un decreto que dice lo siguiente:
1º Son libres cuantos han nacido desde 1811, y cuantos nazcan en los territorios de la República.
2º Son libres cuantos pisen el suelo de la República, y que hayan sido conducidos fuera de ella.
3º Cuantos hasta hoy han sido esclavos, son absolutamente libres desde la publicación de este acuerdo.
Por tanto, ordeno que se publique por ley, insertándose en el "Boletín". Dado en el Palacio Directorial de Santiago, a 24 de julio de 1823.
Freire.          Mariano Egaña.

Finalmente, la Constitución de ese año, dictada bajo el mandato del Director Supremo Ramón Freire, abolió la esclavitud definitivamente, en diciembre de 1823. Decía en su artículo 8.º: «En Chile no hay esclavos: el que pise su territorio por un día natural será libre. El que tenga este comercio no puede habitar aquí más de un mes, ni naturalizarse jamás», convirtiéndose en el primer país de Iberoamérica en hacerlo oficial y definitivamente.
La actual Constitución de 1980, en su artículo 19.º, también rinde tributo a Infante en su redacción:
- «Artículo 19: La Constitución asegura a todas las personas:
  - [...] 2.º La Igualdad ante la Ley (...) En Chile no hay esclavos y el que pise su territorio queda libre».[16]

### Colombia
En el territorio de la actual Colombia, la libertad de vientres se promulgó inicialmente en el Estado Libre de Antioquia, mediante proyecto presentado a Juan del Corral por los diputados Antonio Arboleda y Arrachea, José Miguel de la Calle, José Félix de Restrepo, Pedro Arrubla y José Antonio Benítez en 1814, y aprobado en ese mismo año con el nombre de libertad de partos. El texto estuvo en vigor en todo el territorio de la Gran Colombia hasta la llegada de las tropas españolas durante la Reconquista, pero no sería sino hasta el 30 de agosto de 1821 en que la Constitución de 1821 lograría establecer la libertad de los nacidos de padres esclavos cuando alcanzaran los 18 años, para lo que se preveía un impuesto sobre las herencias que se aplicaría a proporcionarles medios de subsistencia. 
Fue el presidente José Hilario López quien logró implantar la libertad absoluta de los esclavos. El Congreso de Colombia dictó la ley de 21 de mayo de 1851, por medio de la cual los esclavos quedarían libres a partir del 1° de enero de 1852 y los amos serían indemnizados con bonos.
Aun así en muchos lugares los amos se rehusaron a dejar ir a los esclavos de manera pacífica, lo que desencadenó la guerra civil de 1851, en la que estalló la insurrección en el Cauca y Pasto encabezada por los líderes conservadores Manuel Ibáñez y Julio Arboleda con el apoyo del gobierno ecuatoriano de tendencia conservadora. En Antioquia, la rebelión estalló a manos de conservadores liderados por Eusebio Borrero. La guerra terminaría cuatro meses después con la victoria liberal y la liberación definitiva de los esclavos.

### Dinamarca
El Reino de Dinamarca y Noruega, se convierte en 1803 en el primer país europeo en abolir el comercio de esclavos.

### España
Contó a lo largo de su historia con algunos intelectuales abolicionistas, como el dominico Bartolomé de las Casas (tras su inicial postura favorable a llevar esclavos negros a América para librar de un destino semejante a los indios), el jurista Bartolomé Frías de Albornoz (ambos del siglo XVI) y el liberal exiliado en Inglaterra José María Blanco White (comienzos del siglo XIX).
La legislación medieval regulaba la esclavitud, y se adaptó al Nuevo Mundo, donde las Leyes de Indias impedían esclavizar a los indígenas, pero no el tráfico de esclavos africanos. Quizás el primer ejemplo de la historia de las leyes se encuentra en las reservas expresadas con respecto a la servidumbre en las VII partidas de Alfonso X el Sabio, primer código legal redactado en castellano, cuyos textos tienen consecuencias importantes pues la reina Isabel de Castilla determinó por una Real Provisión, fechada en Sevilla el 20 de junio de 1500, que los indios que se encontraban en Andalucía, enviados por Colón, se pusiesen en libertad y se devolviesen a sus “naturalezas” en el continente americano.
Siglos después, tras los debates que sobre el esclavismo se dieron en las Cortes de Cádiz (con intervenciones, entre otros, del diputado de Tlaxcala José Miguel Guridi y Alcocer y de Agustín de Argüelles), la Constitución de 1812 no optó por el abolicionismo, aunque en cualquier caso todas sus reformas fueron derogadas por Fernando VII en 1814.
La presión de las potencias de la Restauración europea (el tema se trató en el Congreso de Viena) llevó a Fernando VII a abolir la trata de esclavos (Tratado entre S.M. el Rey de España y de las Indias, y S.M. el rey del Reino Unido de la Gran Bretaña e Irlanda para la abolición del tráfico de negros, concluido y firmado en Madrid en 23 de septiembre de 1817, que preveía el fin efectivo del tráfico para el día 30 de mayo de 1820, dando cinco meses más para los barcos que hubieran empezado su viaje con anterioridad a esa fecha), lo que mantenía la esclavitud reproductiva y de hecho no impidió un activo tráfico «ilegal» (negreros como el marqués de Comillas o el matrimonio entre María Cristina de Borbón-Dos Sicilias y el duque de Riánsares). 
Los liberales en el poder durante la Regencia de María Cristina de Borbón escogieron mantener la esclavitud en las colonias (ya por entonces solo Cuba, Puerto Rico y Filipinas, habiéndose independizado el resto) y abolirla en la Península, islas adyacentes y territorios africanos "por el solo hecho de pisar" (artículo 2, ley de 8 de marzo de 1837). En 1842 se reguló la esclavitud con un Reglamento.
El 2 de abril de 1865 se crea la Sociedad Abolicionista Española por iniciativa del hacendado puertorriqueño Julio Vizcarrondo, trasladado a la península tras haber liberado a sus esclavos. El 10 de diciembre del mismo año funda su periódico El Abolicionista. Contó con el apoyo de políticos que fraguaron la Revolución de 1868 (“la Gloriosa”) que destronó a Isabel II.
Como consecuencia de ello, en 1870, siendo ministro de ultramar Segismundo Moret, se promulgó la ley que llevará su nombre que estableció la “libertad de vientres” que concedía la libertad a los futuros hijos de las esclavas y que irritó a los esclavistas. En 1872 el gobierno de Manuel Ruiz Zorrilla elaboró un proyecto de ley de abolición de la esclavitud en Puerto Rico.

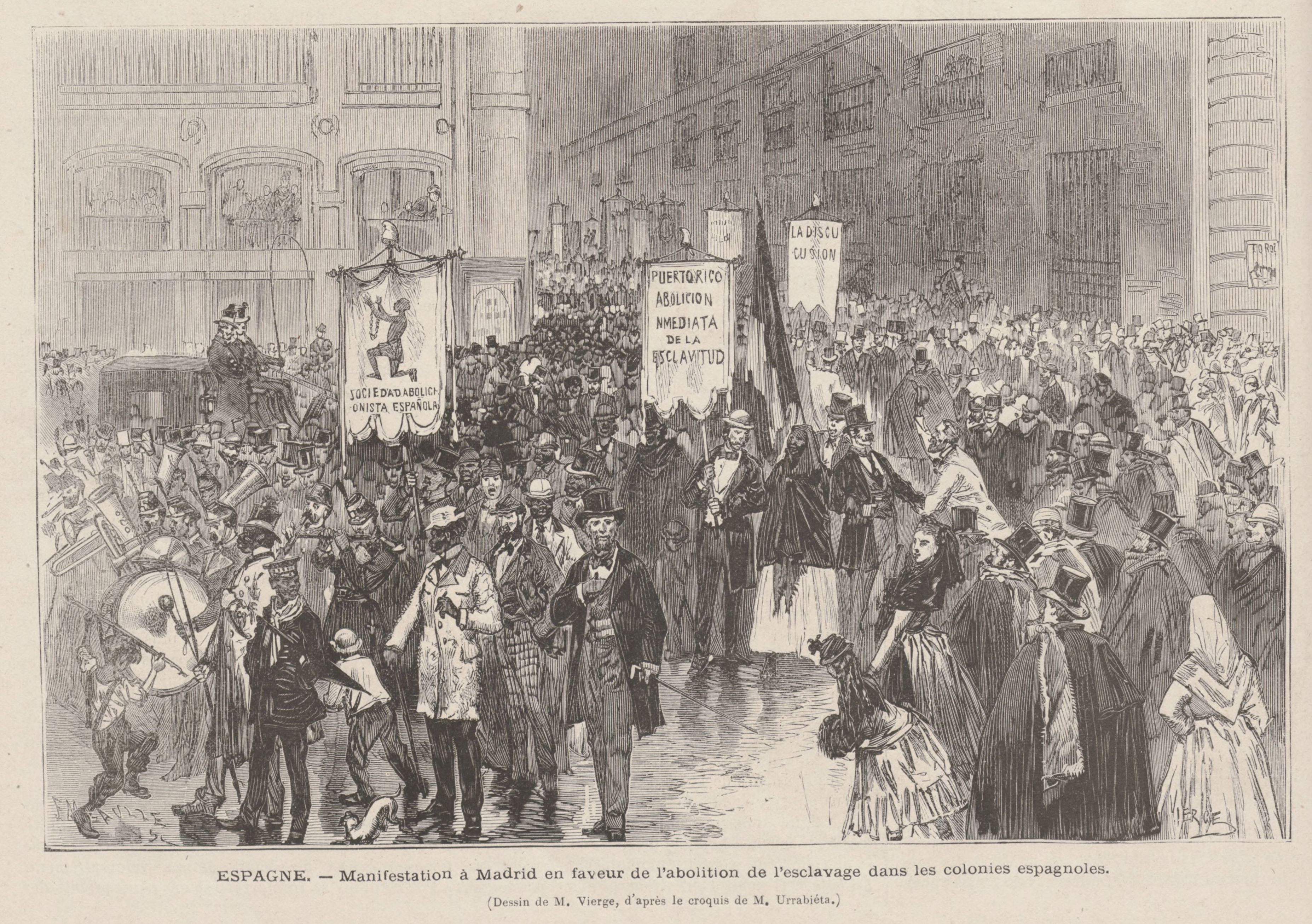
Manifestación en Madrid a favor de la abolición de la esclavitud (1873)

Contra este proyecto se desató una feroz oposición. Para coordinar la acción opositora se crearon en varias ciudades como Madrid, Santander, Cádiz, o Barcelona Círculos Hispano Ultramarinos de exresidentes de las Antillas y se impulsó también la constitución en varias ciudades de la “Liga Nacional” antiabolicionista. Instigaron plantes de la nobleza al rey Amadeo de Saboya, conspiraciones, campañas de prensa y manifestaciones callejeras, como la del 11 de diciembre de 1872 en Madrid, que tuvo como réplica la que organizó en esta ciudad la Sociedad Abolicionista Española el 10 de enero de 1873. Tal crispación se explica, pues se veía en la liberación de los 30 000 esclavos puertorriqueños, un temido preámbulo de la liberación de los casi 400 000 esclavos cubanos.
Precisamente, la oposición a este proyecto de ley abolicionista fue uno de los elementos más visibles de la crítica al rey Amadeo I en la prensa conservadora, reprochándole que no se enfrentase (de forma dudosamente constitucional) al Parlamento, dominado por una alianza, en esta cuestión, de monárquicos progresistas (como el mismo jefe de gobierno Ruiz Zorrilla) y de republicanos (como Castelar o Pi y Margall). Según el Diario de Barcelona, el 7 de febrero de 1873 se hubiese producido un golpe militar si el rey hubiera refrendado la abolición. En su lugar, Amadeo ratificó la orden del gobierno de disolver el arma de artillería. A continuación, el 11 de febrero, abdicó.
La ley por la que se abolía la esclavitud en Puerto Rico fue finalmente aprobada el 22 de marzo de 1873, un mes después de la abdicación del rey y de haberse votado la proclamación de la Primera República Española. Esto animó al historiador cubano José Antonio Saco a escribir y publicar una monumental Historia de la esclavitud desde los tiempos más remotos hasta nuestros días (París, 1875-1877, 4 volúmenes). Cuba debió esperar varios años más que Puerto Rico, ya que la abolición no llegó hasta la ley de 17 de febrero de 1880, ya en el reinado de Alfonso XII, que sustituía la esclavitud por una institución intermedia hacia la condición de liberto, denominada Patronato (y "patrocinados" los hasta entonces esclavos). El Patronato fue abolido definitivamente por el real decreto de 7 de octubre de 1886, que liberó a los 25 000-30 000 patrocinados que quedaban. Como testimonios humanos de lo que supuso la esclavitud en Cuba permanecen aún las autobiografías de dos esclavos, la de Juan Francisco Manzano, cuya segunda parte ha desaparecido, y la de Esteban Montejo, transcrita por el antropólogo Miguel Barnet.

### América inglesa y subsecuentes Estados Unidos

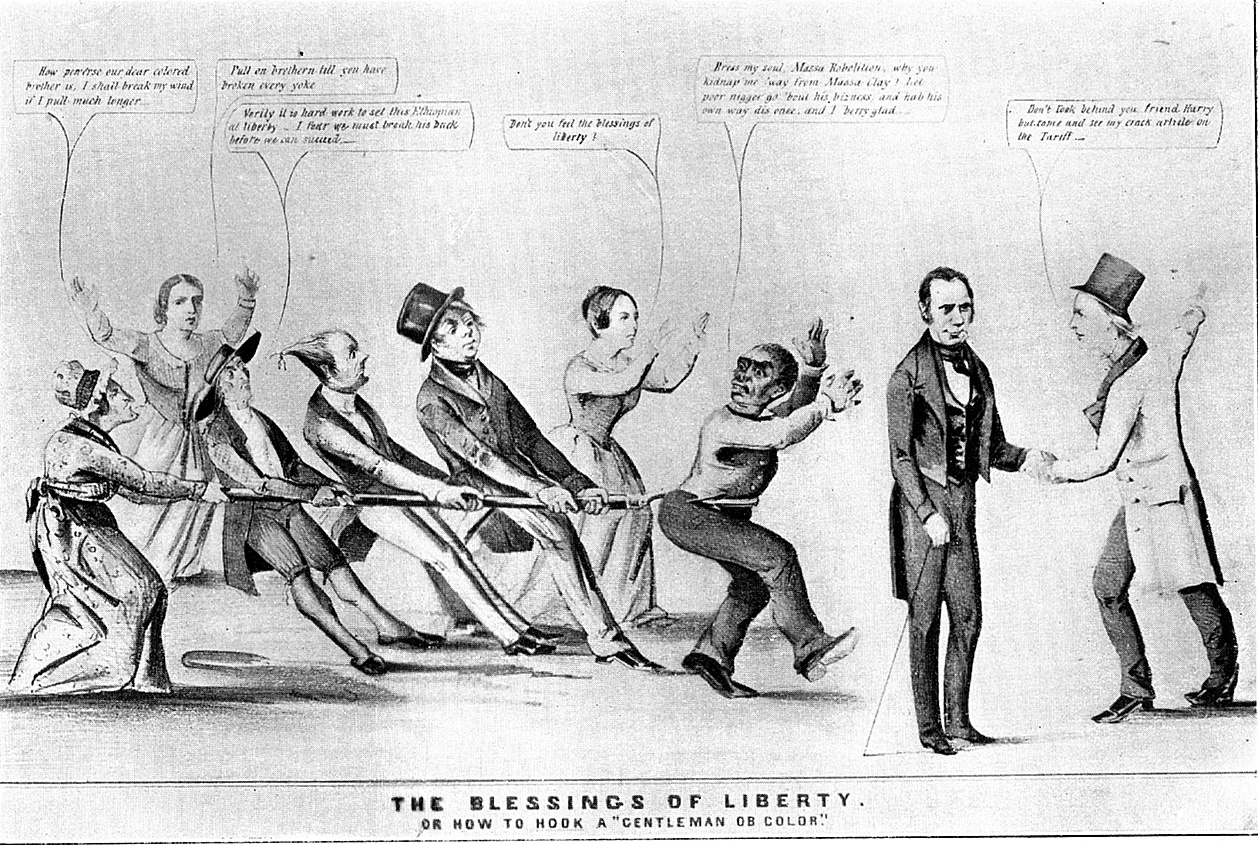
Caricatura contemporánea del abolicionismo.

Samuel Sewall publicó ya en 1700 un ensayo en contra de la esclavitud en Nueva Inglaterra, el cual no pasó desapercibido.
El movimiento abolicionista se formó en 1830 en los estados del norte de Estados Unidos, en los que se le dio mucha publicidad. En 1831 se fundó la New England Anti-Slavery Society (Sociedad antiesclavitud de Nueva Inglaterra).
El movimiento tenía sus raíces en el siglo XVIII, donde había nacido con el objetivo de prohibir la trata de esclavos. La posesión de esclavos se permitió hasta el final de la Guerra de Secesión, particularmente en los estados del sur. La constitución trataba en ciertos puntos la esclavitud, aunque en ninguno se usaba esta palabra.
Todos los estados al norte de Maryland abolieron la esclavitud entre 1789 y 1830, gradualmente y en diferentes momentos. Sin embargo, su estatus permaneció inalterado en el sur, y las costumbres y el pensamiento público evolucionaron en defensa de la esclavitud como respuesta al creciente fortalecimiento de la actitud antiesclavitud del norte. El punto de vista contra la esclavitud que mantenían muchas personas del norte tras 1830 fue llevando lenta e imperceptiblemente hacia el movimiento abolicionista. La mayoría de los estados del norte no aceptaban las posiciones extremas de los abolicionistas. Abraham Lincoln, a pesar de ser contrario a la esclavitud, tampoco aceptaba el abolicionismo.
El abolicionismo como principio era algo más que un mero deseo de ampliar las restricciones a la esclavitud. La mayoría de los norteños aceptaban la existencia de la esclavitud, no tenían como objetivo cambiar esto, sino favorecer una política de liberación indemnizada y gradual. Los abolicionistas, en cambio, querían terminar con la esclavitud de una vez por todas y para siempre, y el movimiento se caracterizó por la aplicación de la violencia para precipitar el fin, como muestran las actividades de John Brown. El movimiento abolicionista se difundió particularmente gracias a la efectiva propaganda de William Lloyd Garrison en su periódico The Liberator (El Libertador").

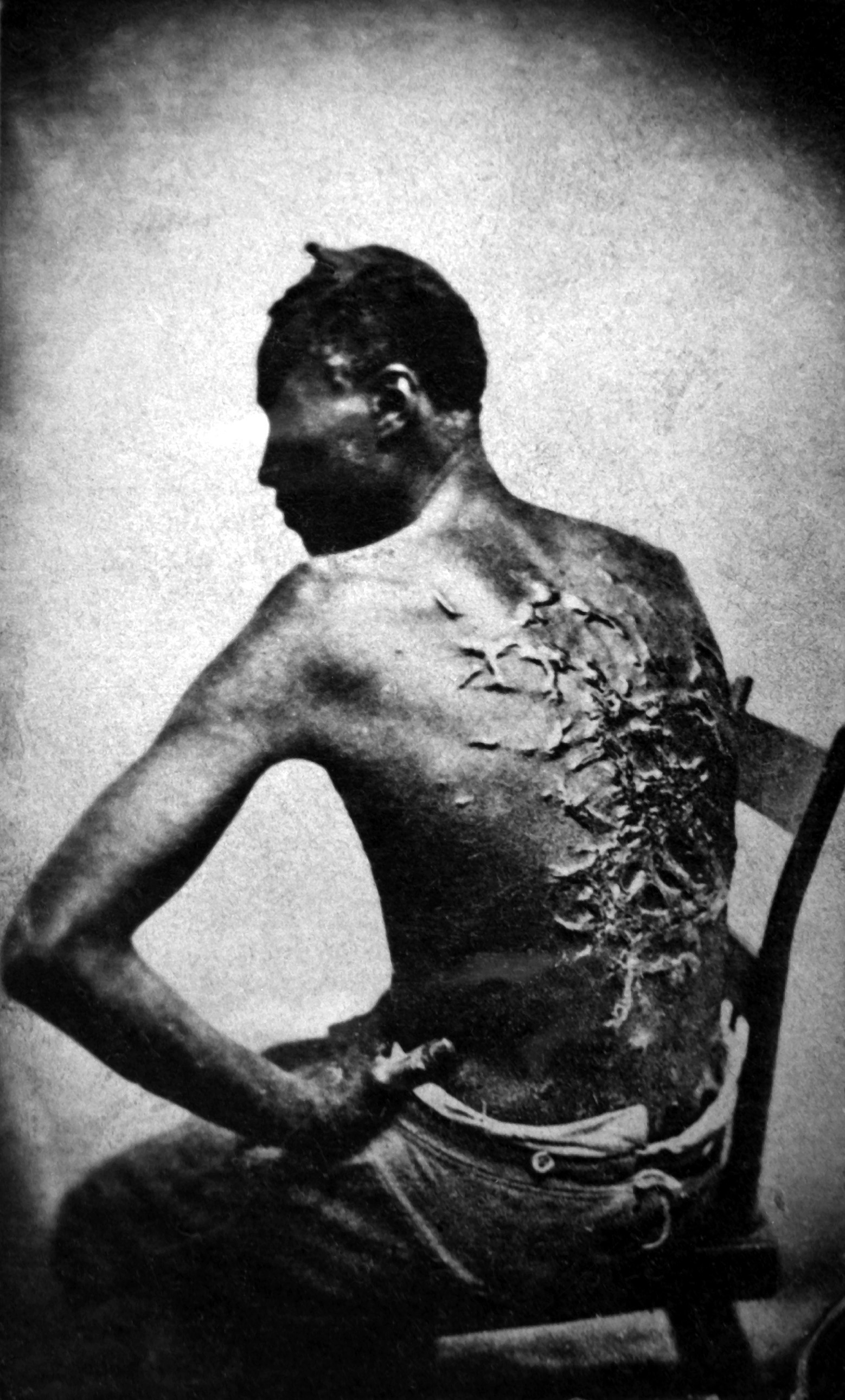
Peter, un esclavo de Misisipi, 1863. Las cicatrices son resultado de los azotes de su capataz. Estuvo dos meses recuperándose de la paliza.

En la Guerra de Secesión de los Estados Unidos, el abolicionismo jugó cierto papel. Aunque los cuáqueros (Benjamin Lay, John Woolman) se dieron a conocer parcialmente por su participación en este movimiento, este no estaba en ningún caso limitado a los cuáqueros. Este punto fue uno de muchos que llevó a la fundación de los metodistas libres, un grupo que se separó en la década de 1860 de la Iglesia Metodista.
Muchos abolicionistas estadounidenses desempeñaron un papel activo en contra de la esclavitud en el «Ferrocarril Subterráneo», actividad clandestina que trataba de ayudar a los esclavos fugitivos a pesar de las grandes penas que esto podía acarrear según la ley federal que entró en vigor en 1850.
Mediante la Proclamación de Emancipación —promulgada por el presidente Abraham Lincoln, en la que se declaraba la libertad de todos los esclavos de las áreas rebeldes en el año 1863— y finalmente la 13.ª Enmienda a la Constitución —que entró en efecto por primera vez al final de la Guerra Civil en 1865—, los abolicionistas estadounidenses obtuvieron la liberación de los esclavos en los estados en los que seguía habiendo esclavitud y la mejora de las condiciones de los negros estadounidenses en general.
Empero, la esclavitud dentro de las fronteras de los EEUU no concluyó sino hasta que las tribus indígenas, forzadas a firmar nuevos tratados en agosto de 1866, accedieron a liberar a sus miles de esclavos (quienes eran principalmente negros).

### Francia
Tras la Revolución francesa y la Declaración de los Derechos del Hombre y del Ciudadano, se abolió la esclavitud el 4 de febrero de 1794 en la Convención Nacional. Sin embargo, Napoleón restableció la esclavitud el 20 de mayo de 1802. La abolición definitiva llegó el 27 de abril de 1848.

### Haití
Haití fue el primer país en abolir la esclavitud de manera definitiva y exitosa. La revolución haitiana, que comenzó en 1791, fue un movimiento liderado por esclavizados africanos y afrodescendientes que se alzaron contra el dominio colonial francés y lucharon por su independencia y la abolición de la esclavitud. Bajo el liderazgo de figuras como Toussaint Louverture y Jean-Jacques Dessalines, se llegó a la Constitución de 1801 en cuyo artículo tercero se ponía fin a la esclavitud: 
No puede haber esclavos en este territorio, se abole la servidumbre para siempre. Todos los hombres nacen, viven y mueren libres y franceses. 
Tres años más tarde, el 1 de enero de 1804 se declaró la independencia de la isla, evento histórico que marcó un hito importante en la lucha contra la esclavitud y la opresión en el mundo.

### México
México fue de las primeras naciones que abolieron la esclavitud en todo su territorio con el Decreto contra la esclavitud, las gabelas y el papel sellado. Este documento fue emitido por el cura Miguel Hidalgo y Costilla con el apoyo de Ignacio López Rayón, cuando ostentaba el primero el cargo de Generalísimo de América del Ejército Insurgente, el 6 de diciembre de 1810, desde el Palacio de la Real Audiencia en la Plaza de Armas de Guadalajara, durante la guerra de independencia mexicana. Entre otras cosas, el decreto decía a la letra:
Que todos los dueños de esclavos deberán darles la libertad, dentro del término de diez días, so pena de muerte, la que se le aplicará por transgresión de este artículo.
Que cese para lo sucesivo la contribución de tributos respecto de las castas que lo pagaban y toda exacción que a los indios se les exija. (Miguel Hidalgo, Generalísimo de América. Por mandato de Su Alteza, Lic. Ignacio Rayón, Secretario)
Este decreto inició una tradición antiesclavista que se ha mantenido en el tiempo. La Constitución de 1917, que rige actualmente a la nación mexicana, en su primer artículo, relativo a las garantías individuales, prohíbe de manera terminante, la esclavitud en México, y quien llegue a pisar territorio nacional, siendo esclavo, por ese simple hecho recupera su libertad, lo que le es garantizado por el Estado. México abolió la esclavitud definitivamente en el año de 1829, esto incluía el territorio de Texas, que recuperó la esclavitud con su independencia en 1836.

### Perú
El 16 de noviembre de 1780 Túpac Amaru II como parte de su revolución emite el "Bando de Libertad" en Tungasuca (Cusco) proclamando la abolición de la esclavitud por primera vez en el continente, dando la libertad a los negros que las huestes indígenas a su mando encontraban e invitándolos a que se le sumen. Este proceso fue truncado por los españoles durante el Virreinato del Perú.
Con la independencia del Perú, José de San Martín declaró libres a todos los hijos de esclavos nacidos desde el 28 de julio de 1821 en adelante. Posteriormente en noviembre del mismo año se decreta la tutela sobre los hijos de los esclavos, posteriormente la manutención se amplió considerando también la tutela sobre los esclavos libertos hasta que tengan cincuenta años, esta tutela era costeada por los hacendados agrícolas quienes tomaron en cuenta que mantener a un esclavo era muy costoso; a partir de ahí muchos hacendados convirtieron a sus esclavos en «peones libres» pero obligados al trabajo en las haciendas bajo la figura del «arriendo de parcelas de tierra», esto propició el surgimiento de las llamadas «chacras de esclavos».
A partir de 1821 el número de esclavos negros disminuye evidenciando una crisis del sistema esclavista en el Perú que perduraría hasta 1854, año de la abolición de la esclavitud en el Perú. Esta desintegración del sistema esclavista pasó por diversos periodos en los cuales se evidenciaron diversas manifestaciones de resistencia de los esclavos negros, sobresaliendo cuatro modos de resistencia que fueron:
- el conflicto legal
- la compra de la libertad
- el cimarronaje
- el bandolerismo

La liberación de los esclavos fue proclamada por Ramón Castilla en la ciudad de Huancayo el 5 de diciembre de 1854 durante un periodo de conflictos por el poder con el entonces presidente Echenique. En 1854, en el Perú existían 25 505 esclavos; para lograr su libertad el gobierno peruano tuvo que pagar a sus propietarios un bono de trescientos pesos por cada esclavo, lo que representó un egreso de casi ocho millones de pesos que fueron costeados con las exportaciones del guano. Se documenta que muchos patrones declararon tener más esclavos para poder recibir más dinero.
En enero de 1855, Castilla ingresa a Lima y es elegido presidente provisional convocando a un congreso constituyente del cual surge la constitución de 1856 en donde se reflejan, además de las proclamas de la abolición de la esclavitud, la abolición del tributo indígena, entre otros; comenzando una nueva etapa en historia afroperuana.

### Portugal
El primer ministro reformista Marqués de Pombal abolió la esclavitud en Portugal y en las colonias de la India el 12 de febrero de 1761. En las colonias portuguesas de América se siguió permitiendo la esclavitud. Junto con Gran Bretaña, a principios del siglo XIX prohibió la trata de esclavos y en 1854 por decreto se liberaron todos los esclavos del gobierno de las colonias. Dos años más tarde, también se liberó a todos los esclavos de la iglesia en las colonias. El 25 de febrero de 1869 se produjo finalmente la abolición completa de la esclavitud en el imperio portugués.

### Reino Unido
Gracias a la influencia de hombres como el negrero arrepentido John Newton con la publicación de su folleto Pensamientos sobre la Trata de Esclavos en 1788 y del jurista William Wilberforce, quien fue líder de la campaña parlamentaria para suprimir la trata de esclavos africana, La Society for Effecting the Abolition of Slavery (Sociedad para efectuar la abolición de la esclavitud) fue fundada en 1789 por Thomas Clarkson como expresión de un grupo de presión abolicionista, la llamada por sus enemigos Secta de Clapham. En sus presentaciones informó al público de la trata de esclavos y sus prácticas y buscó el apoyo del parlamento.
En 1807 se prohibió la trata de esclavos en el territorio de Inglaterra a través del Acta del Comercio de Esclavos.
El 23 de agosto de 1833 se aprobó la Slavery Abolition Act (Ley de abolición de la esclavitud) por la que desde el 1 de agosto de 1834 quedaban libres todos los esclavos de las colonias británicas. Durante un período de transición de cuatro años permanecerían, a cambio de un sueldo, ligados todavía a su amo. Los propietarios de plantaciones del Caribe fueron indemnizados con 20 millones de libras esterlinas.
En el s. XXI, se seguían encontrando esclavistas en Inglaterra, como por ejemplo el caso de la juez de las Naciones Unidas, Lydia Mugambe, condenada en 2025 a 76 meses de cárcel por esclavizar a una africana en Oxford.

### Venezuela
El 24 de marzo de 1854 el Congreso de Venezuela promulgó la Ley de abolición de la esclavitud la cual acabó con esta última a nivel nacional y de forma definitiva, fue ratificada el 30 de Marzo del mismo año. Liberando a aproximadamente 23.378 personas las cuales estaba en una condición de esclavitud.